# Forêts tempérées de Tasmanie
Localisation
Les forêts tempérées de Tasmanie forment une écorégion définie par le fonds mondial pour la Nature (WWF). Elle couvre l'est de l'île de Tasmanie et des îles environnantes (Flinders, Cap Barren et King). Elle appartient à l'écozone australasienne et au biome des forêts tempérées décidues et mixtes.

## Protection
Environ 22% de l'écorégion sont couverts par des aires protégées, comme le parc national Freycinet, qui abrite une quantité importante de mammifères : Phalanger renard, Possum à queue en anneau, Phalanger volant, Phalanger pygmée, Phalanger pygmée de Tasmanie, l'Échidné, le Wombat, Pseudomys novaehollandiae, Rat d'eau australien, Bettong de Tasmanie, Potoroo à long nez et diable de Tasmanie.